# Arrondissement di Tournai
L'arrondissement di Tournai (in francese Arrondissement de Tournai, in olandese Arrondissement Doornik) è una suddivisione amministrativa belga, situata nella provincia dell'Hainaut e nella regione della Vallonia.

## Composizione
L'arrondissement di Tournai raggruppa 10 comuni:
- Antoing
- Brunehaut
- Celles
- Estaimpuis
- Leuze-en-Hainaut
- Mont-de-l'Enclus
- Pecq
- Péruwelz
- Rumes
- Tournai

## Società

### Evoluzione demografica
Abitanti censiti
- Fonte dati INS - fino al 1970: 31 dicembre; dal 1980: 1º gennaio